# Tastagol
Tastagol (oroszul: Таштагол) város Oroszország Kemerovói területén, a Tastagoli járás székhelye.
Népessége: 23 134 fő (a 2010. évi népszámláláskor).
https://geo_toponims.academic.ru/5937/ Poszp.
Возник в 1939 г. как рудничный пос. Название из местной топонимии: таштагол – 'каменный лог' (таш тюрк, 'камень', гол монг., тюрк, 'река, долина, овраг'). С 1963 г. гор. Таштагол.

## Elhelyezkedése
A Kemerovói terület déli részén, Moszkvától kb. 4000 km-re, Kemerovo területi székhelytől 370 km-re, a Kondoma, (a Tom mellékfolyója) partján helyezkedik el. A Sorija-hegyvidék (Gornaja Sorija) egyetlen városa. A Kuznyecki-medence nehézipari központjától, Novokuznyecktől 160 km-re (vagy 179 km-re) délre fekszik, mellyel vasút és autóút köti össze. Határában vasércbánya működik; a várostól kb. 30 km-re délre jelentős foszfátlelőhelyet tártak fel, de ott kitermelés nincs.

## Története
Környékén először 1911-ben találtak vasércet, de csak 20 évvel később kezdték kutatni a geológusok. 1939-1940-ben Novokuznyecktől vasútvonalat fektettek le Tastagolig és az állomás közelében bányát nyitottak. 1941 júniusában szállítottak először vasércet a novokuznyecki kohászati kombinátnak. A vasércet azóta is ez a kombinát hasznosítja. A várost 1960-ban a régi Tastagol, valamint Kocsura és Salim falvak egyesítésével hozták létre (a két falu a Kondomába ömlő két kis folyóról kapta nevét). 

## 21. század
A folyó mentén épült kis ipari város napjainkban is három lakóövezetből áll, közülük az egyik, Salim a központtól távolabb fekszik. Tastagol a szibériai ún. monofunkcionális városok egyike: a város egyetlen jelentős iparága a vasércbányászat, a dolgozók jelentős részét a kitermelést végző Jevrazruda nevű cégcsoport foglalkoztatja.
Bányászati szakértők szerint kb. 2015-re a tastagoli bánya további művelése műszakilag balesetveszélyessé válhatott. Már a 2010-es évek elején hangsúlyozták, hogy változtatásokra, új műszaki megoldásokra van szükség, sőt felmerült a bánya esetleges bezárásának lehetősége is. 2020-ban azonban a bánya és az építmények rekonstrukciójának, technológiai korszerűsítésének munkálatai folytak.
Tastagolban van a járás délkeleti részén kialakított Sorija Nemzet Park igazgatósága. A 413 843 ha kiterjedésű védett területet 1989-ben hozták létre.